# Anisolepis
Genre
Synonymes
- Aptycholaemus Boulenger, 1891

Anisolepis est un genre de sauriens de la famille des Leiosauridae.

## Répartition
Les espèces de ce genre se rencontrent au Brésil, en Uruguay, au Paraguay et en Argentine.

## Liste des espèces
Selon The Reptile Database (21 mars 2013) :
- Anisolepis grilli Boulenger, 1891
- Anisolepis longicauda (Boulenger, 1891)
- Anisolepis undulatus (Wiegmann, 1834)

## Étymologie
Le nom spécifique Anisolepis vient du grec anisos, inégal, et de lepis, l'écaille, en référence aux différences de taille des écailles de ce saurien.

## Publications originales
- Boulenger, 1885 : Second list of reptiles and batrachians from the province Rio Grande do Sul, sent to the Natural History Museum by Dr. H. van Ihering. Annals and Magazine of Natural History, ser. 5, vol. 16, p. 85-88 (texte intégral).
- Boulenger, 1891 : Description of a new genus of Iguanoid lizards. Annals and Magazine of Natural History, ser. 6, vol. 8, no 43, p. 85-86 (texte intégral).